# Cyphon sulcicollis
Cyphon sulcicollis is een keversoort uit de familie moerasweekschilden (Scirtidae). De wetenschappelijke naam van de soort werd in 1865 gepubliceerd door Étienne Mulsant en Claudius Rey.